# Gallinula
Gallinula – rodzaj ptaków z podrodziny łysek (Fulicinae) w obrębie rodziny chruścieli (Rallidae).

## Zasięg występowania
Rodzaj obejmuje gatunki występujące na całym świecie poza obszarami arktycznymi i antarktycznymi.

## Morfologia
Długość ciała 25–40 cm, rozpiętość skrzydeł 50–65 cm; masa ciała 173–720 g.

## Systematyka
Rodzaj zdefiniował w 1760 roku francuski zoolog Mathurin Jacques Brisson w publikacji własnego autorstwa poświęconej ornitologii. Gatunkiem typowym jest (tautonimia) kokoszka zwyczajna (G. chloropus).

### Etymologia
- Gallinula: średniowiecznołac. gallinula ‘kokoszka wodna’, nazwana tak dla jej podniesionego ogona i wolnego kroku, od łac. gallinula ‘mała kura, kurczak’, od zdrobnienia gallina ‘kura’, od gallus ‘kogucik’[5].
- Stagnicola: łac. stagnum, stagni ‘basen, bagno’; -cola ‘mieszkaniec’, od colere ‘mieszkać’[6]. Gatunek typowy: Brehm wymienił kilka gatunków – Stagnicola septentrionalis C.L. Brehm, 1831 (= Fulica chloropus Linnaeus, 1758), Fulica chloropus Linnaeus, 1758, Stagnicola minor C.L. Brehm, 1831 (= Fulica chloropus Linnaeus, 1758) i Stagnicola meridionalis[a] C.L. Brehm, 1831 – z których gatunkiem typowym jest (późniejsze oznaczenie) Fulica chloropus Linnaeus, 1758[7].
- Porphyriornis: rodzaj Porphyrio Brisson, 1760 (sułtanka); gr. ορνις ornis, ορνιθος ornithos ‘ptak’[8]. Gatunek typowy (oryginalne oznaczenie): Porphyriornis comeri[b] J.A. Allen, 1892.

### Podział systematyczny
Do rodzaju należą następujące gatunki:
- Gallinula nesiotis P.L. Sclater, 1861 – kokoszka atlantycka – takson wymarły pod koniec XIX wieku[10]
- Gallinula comeri (J.A. Allen, 1892) – kokoszka południowa
- Gallinula chloropus (Linnaeus, 1758) – kokoszka zwyczajna
- Gallinula galeata (M.H.C. Lichtenstein, 1818) – kokoszka amerykańska
- Gallinula tenebrosa Gould, 1846 – kokoszka ciemna